# Каунакес

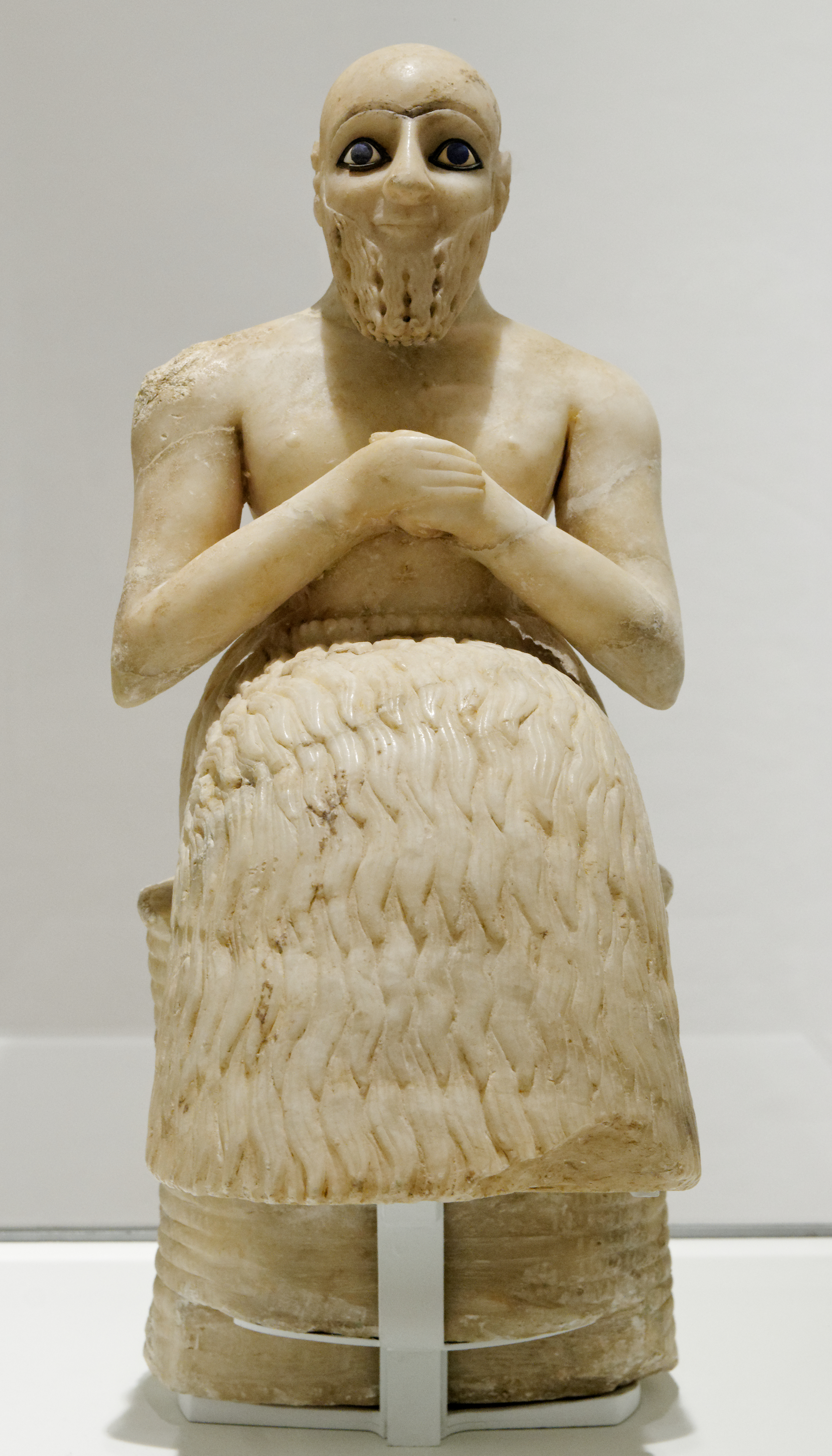
Шумерский каунакес в статуе Эбих-иля, Ранняя династия, 2400 г. до н. э.

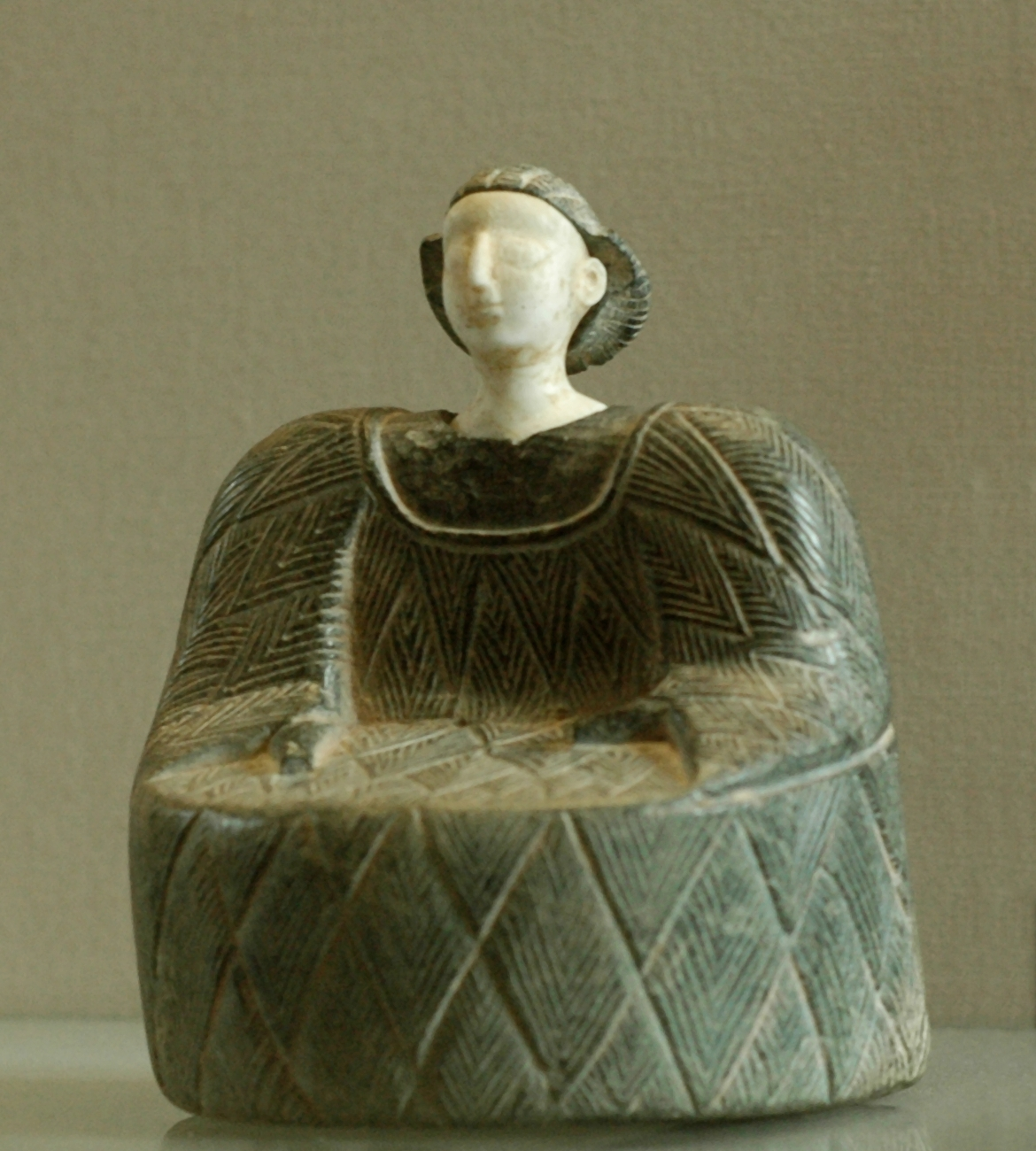
Бактрийская статуэтка женщины в каунакесе

Каунакес (греч. καυνάκης < аккад. gaunakka) — одежда из длинношерстного меха, которую с III тысячелетия до н. э. носили шумеры и жители Маргианы. Позднее каунакесом стали называть материю с ворсом, имитирующим мех.
Археологические находки составных статуэток и печатей-амулетов из раскопок поселений в Туркменистане свидетельствуют, что каунакес был распространён среди носителей бактро-маргианской цивилизации. Это было просторное платье с широкими вырезом и рукавами. Эти платья или украшались, или состояли из длинных язычков шерсти, в несколько рядов струями спускающимися от выреза до подола.
В применении к Месопотамии каунакесом называют шерстяные либо тканые многоярусные юбки, часто отделанные бахромой.
У каунакеса был целый ряд продолжений. Набедренные покрывала из меха очень долго сохранялись в церковном обряде вплоть до средневековья, а бахрома до сих пор используется в обязательном молитвенном еврейском туалете — талите.